# Elena Dache
Elena Dache (n. 24 martie 1997, în Galați) este o handbalistă din România care joacă pentru CS Măgura Cisnădie și echipa națională a României. Dache poate juca pe orice post la linia de 9 metri, intermediar stânga, centru și intermediar dreapta.

## Biografie
Elena Dache a fost descoperită de profesorul Manuel Ivan și a început să joace handbal la Clubul Sportiv Școlar Galați, unde a fost pregătită de profesoara Maria Lupu. În 2014, ea a fost transferată de CSU Danubius Galați, care avea ca obiectiv promovarea în Liga Națională. Anul următor a fost adusă la echipa a doua a CSM București, unde a fost antrenată de Kasper Jensen și Daniela Strat. În vara anului 2016, Elena Dache a fost promovată la prima echipă a clubului bucureștean. În sezonul 2017-2018 a evoluat împrumutată la echipa Rapid București, iar în 2018, a semnat cu HC Dunărea Brăila. Din vara lui 2021 până în 2022 Dache a evoluat pentru SCM Râmnicu Vâlcea. În vara lui 2022, ea a semnat cu CS Măgura Cisnădie.
A fost componentă a echipei naționale de tineret a României, cu care a câștigat medalia de bronz la Campionatul Mondial din 2016, desfășurat în Rusia.  Dache a jucat în toate cele 9 partide și a înscris 21 de goluri.

## Palmares
- Campionatul Mondial pentru Tineret:
  -  Medalie de bronz: 2016

- Liga Națională: 
  -  Câștigătoare: 2017
  -  Medalie de bronz: 2022

- Cupa României:
  -  Câștigătoare: 2017
  -  Finalistă: 2022

- Supercupa României:
  -  Câștigătoare: 2016

- Liga Campionilor:
  -  Medalie de bronz: 2017

- Liga Europeană:
  - Sfertfinalistă: 2021, 2022
  - Turul 3: 2023

## Statistică goluri și pase de gol
Conform Federației Române de Handbal, Federației Europene de Handbal și Federației Internaționale de Handbal:
| Sezon              | Echipă | Goluri |
| ------------------ | ------ | ------ |
|                    |        |        |
| 2016-17            |        |        |
| CSM București      | 8      |        |
|                    |        |        |
| 2017-18            |        |        |
| Rapid București    | 97     |        |
|                    |        |        |
| 2018-19            |        |        |
| HC Dunărea Brăila  | 71     |        |
|                    |        |        |
| 2019-20            |        |        |
| HC Dunărea Brăila  | 58     |        |
|                    |        |        |
| 2020-21            |        |        |
| HC Dunărea Brăila  | 59     |        |
|                    |        |        |
| 2021-22            |        |        |
| SCM Râmnicu Vâlcea | 18     |        |
|                    |        |        |
| 2022-23            |        |        |
| CS Măgura Cisnădie | 66     |        |
|                    |        |        |
| 2023-24            |        |        |
| CS Măgura Cisnădie | 132    |        |

| Sezon              | Echipă | Goluri |
| ------------------ | ------ | ------ |
|                    |        |        |
| 2016-17            |        |        |
| CSM București      | 14     |        |
|                    |        |        |
| 2017-18            |        |        |
| Rapid București    | 2      |        |
|                    |        |        |
| 2018-19            |        |        |
| HC Dunărea Brăila  | 12     |        |
|                    |        |        |
| 2019-20            |        |        |
| HC Dunărea Brăila  | 6      |        |
|                    |        |        |
| 2020-21            |        |        |
| SCM Râmnicu Vâlcea | 3      |        |
|                    |        |        |
| 2021-22            |        |        |
| SCM Râmnicu Vâlcea | 14     |        |
|                    |        |        |
| 2022-23            |        |        |
| CS Măgura Cisnădie | 1      |        |
|                    |        |        |
| 2023-24            |        |        |
| CS Măgura Cisnădie | 6      |        |

| Sezon         | Echipă | Goluri |
| ------------- | ------ | ------ |
|               |        |        |
| 2015-16       |        |        |
| CSM București | -      |        |

| Ediția          | Echipă | Goluri | Pase de gol |
| --------------- | ------ | ------ | ----------- |
|                 |        |        |             |
| Rusia 2016      |        |        |             |
| România tineret | 21     | 3      |             |

| Ediția       | Echipă | Goluri | Pase de gol |
| ------------ | ------ | ------ | ----------- |
|              |        |        |             |
| Japonia 2019 |        |        |             |
| România      | 6      | 7      |             |

| Sezon         | Echipă | Goluri |
| ------------- | ------ | ------ |
|               |        |        |
| 2016-17       |        |        |
| CSM București | 1      |        |

| Sezon              | Echipă | Goluri |
| ------------------ | ------ | ------ |
|                    |        |        |
| 2020-21            |        |        |
| HC Dunărea Brăila  | 36     |        |
|                    |        |        |
| 2021-22            |        |        |
| SCM Râmnicu Vâlcea | 20     |        |
|                    |        |        |
| 2022-23            |        |        |
| CS Măgura Cisnădie | 6      |        |